# Linda De Ventura
Pour les articles homonymes, voir Ventura.
Linda De Ventura, née le 28 mai 1986 à Schaffhouse (originaire du même lieu), est une personnalité politique suisse, membre de la Liste alternative jusqu'en 2022, puis du Parti socialiste.
Arrivée première des viennent-ensuite lors des élections fédérales de 2024, elle devient députée du canton de Schaffhouse au Conseil national fin 2024.

## Biographie

### Origines et famille
Linda De Ventura naît le 28 mai 1986 à Schaffhouse. Elle en est également originaire. Son arrière-grand-père paternel venait d'Italie.
Elle est en couple et mère de deux enfants.

### Enfance et formation
Elle grandit avec ses trois sœurs dans le village de Neunkirch, dans le canton de Schaffhouse.
Après sa maturité obtenue en 2006 à l'école cantonale de Schaffhouse, elle fait des études de travail social à l'Université des sciences appliquées de Zurich. Elle y obtient un baccalauréat universitaire.

### Parcours professionnel et autres informations
Elle exerce la profession de travailleuse sociale, d'abord à Wil (Saint-Gall) de 2013 à 2015, puis à Schaffhouse.
Elle est végétarienne depuis l'âge de 2 ans.

## Parcours politique
Linda De Ventura siège au Conseil cantonal de Schaffhouse depuis 2015.
Elle est candidate de la Liste alternative en 2016 au Conseil d'État du canton de Schaffhouse. Elle termine antépénultième, loin derrière les candidats des partis gouvernementaux,. Après la dissolution de la section schaffhousoise de la Liste alternative en mars 2022, elle rejoint le Parti socialiste.
Candidate au Conseil national lors des élections fédérales de 2023, elle obtient 8 547 voix et finit 2e de sa liste. Elle accède au Conseil national en décembre 2023 à la suite de la démission de Martina Munz.
Elle est membre de la Commission de la politique de sécurité (CPS).